# Pleasure to Kill
Pleasure to Kill är det andra studioalbumet av det tyska thrash metal-bandet Kreator. Många death metal-band ser detta album som en stor influens.
Nyutgåvor av albumet inkluderar låtarna Flag of Hate, Take Their Lives och Awakening of the Gods, ursprungligen från EP:n Flag of Hate.

## Låtlista
1. "Choir of the Damned (Intro)" – 1:40
2. "Ripping Corpse" – 3:36
3. "Death Is Your Saviour" – 3:58
4. "Pleasure to Kill" – 4:11
5. "Riot of Violence" – 4:56
6. "The Pestilence" – 6:58
7. "Carrion" – 4:48
8. "Command of the Blade" – 3:57
9. "Under the Guillotine" – 4:38
10. "Flag of Hate" - 3:56
11. "Take Their Lives" - 6:26
12. "Awakening of the Gods" - 7:33